# أشتي بلاغ
أشتي بلاغ هي قرية في مقاطعة شاهين دج، إيران. عدد سكان هذه القرية هو 81 في سنة 2006.